# Alto (Geórgia)
Alto é uma cidade  localizada no estado americano de Geórgia, no Condado de Banks e Condado de Habersham.

## Demografia
Segundo o censo americano de 2000, a sua população era de 876 habitantes.
Em 2006, foi estimada uma população de 893, um aumento de 17 (1.9%).

## Geografia
De acordo com o United States Census Bureau tem uma área de 
2,1 km², dos quais 2,112550100 km² cobertos por terra e 0,0 km² cobertos por água.

## Localidades na vizinhança
O diagrama seguinte representa as localidades num raio de 12 km ao redor de Alto. 